# Amal Dunqul
Amal Dunqul (arabisch أمل دنقل, DMG Amal Dunqul, geb. 1940 in Qina; gest. 1983 in Kairo) war ein ägyptischer Dichter, dessen Gedichte einen politischen und gesellschaftlichen Bezug haben und häufig rezitiert werden.

## Leben
Dank der Bibliothek, die ihm sein Vater 1950 hinterließ, kam Dunqul mit der klassischen arabischen Literatur bereits als Kind in Berührung. 1958 erschien sein erstes Gedicht in der Zeitschrift Ṣawt aš-šarq. Aus familiären Gründen musste er 1960 sein Studium an der Universität abbrechen und im Zollamt in Alexandria arbeiten. Ab 1961 veröffentlichte er seine Gedichte regelmäßig in verschiedenen Zeitschriften, allerdings verfasste er in der Zeit zwischen 1963 und 1966 keine Gedichte. Er zog danach nach Kairo um und arbeitete dort als Journalist. Dunqul war Mitglied des Ausschusses für Poesie im Oberrat für Kultur. 1983 starb er an Krebs.

## Gedichte
In seinen Gedichten bezieht sich Dunqul häufig auf aktuelle politische sowie gesellschaftliche Ereignisse in Ägypten. Dies tat er durch die Verwendung von Allegorien und Symbolen. Eines seiner bekanntesten Gedichte ist al-Bukāʾ baina yadai Zarqāʾ al-Yamāma („Das Weinen vor Zarqāʾ al-Yamāma“), das er kurz nach dem Sechstagekrieg schrieb. Trotz seiner Angehörigkeit zur Generation der ägyptischen Revolution von 1952 kritisiert er in seinen Gedichten deren Ideologie und Nasirs Regime. In seinem Gedicht Muḏakkarāt al-Mutanabbī fi-Misr („Memoiren des Mutanabbi in Ägypten“) vergleicht er Nasir mit Kāfūr, über den al-Mutanabbi ein Invektivengedicht nach seinem Tod schrieb. Von seinen Anfängen bis zum letzten Gedicht wird die Gegenüberstellung von Stadt und Land bzw. Norden und Süden illustriert – ein Kontrast, der in seinem Gedicht Risāla min-al-šamāl verdeutlicht wird. Im Gegensatz zu seinen zeitgenössischen Dichtern, die von den westlichen Mythologien (insb. der griechischen) beeinflusst waren, inspirierte Dunqul das arabische Kulturerbe. Das Gedicht Lā Tuṣāliḥ („Nicht versöhnen“) ist z. B. inspiriert vom in der vorislamischen Geschichte bekannten ḥarb al-basūs („Krieg der Basus“) und spielt auf den arabisch-israelischen Konflikt an. Dieses Gedicht war das letzte, das Dunqul selbst 1982 in der Öffentlichkeit rezitierte.